# Strangers (Sigrid)
Strangers è un singolo della cantante norvegese Sigrid, pubblicato il 10 novembre 2017. Il brano è stato scritto e composto dalla stessa cantante in collaborazione con Martin Sjølie e prodotto da quest'ultimo.

## Tracce
Download digitale
1. Strangers – 3:53

## Classifiche

### Classifiche settimanali
| Classifica (2017-8) | Posizione massima |
| ------------------- | ----------------- |
| Belgio (Fiandre)    | 75                |
| Belgio (Vallonia)   | 66                |
| Croazia             | 1                 |
| Irlanda             | 7                 |
| Norvegia            | 6                 |
| Polonia             | 33                |
| Regno Unito         | 10                |

### Classifiche annuali
| Classifica (2018) | Posizione |
| ----------------- | --------- |
| Regno Unito       | 64        |

## Formazione
- Sigrid Solbakk Raabe – voce, autrice, compositrice
- Martin Sjølie – autore, compositore, produttore, tastiere
- John Hanes – mixing
- Șerban Ghenea – mixing
- Chris Gehringer – masterizzazione
- Tarjei Strøm – percussioni